# Teleperformance
Teleperformance SE - французька транснаціональна компанія. Вона надає послуги зі телемаркетингу, стягнення боргів, управління взаємовідносинами з клієнтами, модерації контенту та комунікації. Її послуги надаються більш ніж 300 мовами та діалектами від імені компаній у різних галузях .
Компанія мала понад 383 000 працівників і досягла обороту 5,732 млрд. євро в 2020 році. Вона була включена в індекс CAC 40 з червня 2020.